# Cteniosaurus
Cteniosaurus es un género extinto de sinápsidos no mamíferos.